# 가면라이더 시저스
TV 특촬 드라마 『가면라이더 류우키』에 등장하는 13인의 라이더 중 3번째로 등장한
가면라이더.
경사청의 형사 '스도 마사시'가 변신하며
아키야마 렌(가면 라이더 나이트)은 실종된 골동품점 '앤틱샵 틴스 컬렙션'의 점장 '카가 토모유키'가 시저스라고 의심했다.
연속실종사건의 피해자인 칸자키 시로에 대해 조사를 하던 ORE 저널의 신문기자 '모모이 레이코'가 골동품점 '앤틱샵 틴스 컬렉션'에서 행방불명된 점장 카가에 대해 조사하다 갑자기 습격당한 그녀를 보호하는 척 하며 첫등장.
사건과는 관련없는 담당형사인 척하며
그녀를 습격한 것은 스도 자신이었다.
사실 그는 자신과 같이 뒷거래를 하던
카가를 죽인 진범이다. 보수를 올려달라는
카가의 요구에 스도는 충동적으로 그를
살해 한다.
살인 후 카가의 시체를 벽에 매장하는 중
칸자키 시로가 그를 찾아 오고 사건 은폐를 위해 카드덱을 건네받아 가면 라이더가 되었다.
그의 계약몬스터 '볼켄서'는 미러월드 내의 최약체 몬스터이나 방어력만은 최상급이다.
기본 스펙은 중간격 가면라이더인 가이, 라이아, 나이트등보다 1000AP 정도 떨어진다.
하지만 그는 지금까지 자신을 추격하던 경찰 전원을 '볼켄서'에게 잡어먹게 하였고 성장 시킨 영향으로 인해 '가면 라이더 나이트'의 파이널 벤트 '비상참'을 1000AP나 차이나는 자신의 파이널벤트 '시저스 어택'으로 막아낼 수 있었다.
6화 '가면 라이터 나이트(아키야마 렌)와의
싸움에서 나이트가 불리해지고 자신의 승리를 확신하나 틈을 노린 나이트의 소드 벤트 '윙 랜스'에 덱을 공격 당한다.
그 후 나이트가 파이널 벤트를 사용하자 똑같이 파이널 벤트를 사용해 서로 맞붙었다. 나이트는 쓰러지고 시저스가 이기는듯 하였나 파이널 벤트의 충돌로 인한 영향으로 벨트의 덱이 파괴되고 자신의 계약 몬스터에게 잡아먹히며 사망한다.
그의 계약 몬스터였던 '볼캔서'는 스도의 사망 후 나타난 '가면 라이더 류우키(주인공 키도 신지)'의 파이널 벤트 '드래곤 라이더 킥'를
맞고 죽는다.